# Den dobytí Bastily
Den dobytí Bastily (v anglickém originále Bastille Day) je americko-francouzský akční film z roku 2016. Režisér James Watkins jej natočil podle scénáře Andrewa Baldwina s Idrisem Elbou a Richardem Maddenem v hlavních rolích. Ti představují bývalého agenta CIA a zručného zlodějíčka na protiteroristické misi ve Francii.

## Děj
Michael Mason (Richard Madden) je americký kapesní zloděj žijící v Paříži, který se náhle ocitne v hledáčku CIA, když se mu shodou okolností podaří ukrást tašku s výbušninou. Sean Briar (Idris Elba) je agent, který řeší jeho případ a záhy zjišťuje, že Mason je jen náhodná malá ryba v mnohem větším a nebezpečnějším rybníce. A právě Michaelovy mimořádné zlodějské schopnosti mu přijdou vhod při proniknutí do pozadí rozsáhlého zločinného spolčení. K tomu ovšem musí porušit své příkazy, oba se stávají terči a musí spojit své síly k překonání společného nepřítele.

## Postavy a obsazení
| Idris Elba       | Sean Briar     |
| Richard Madden   | Michael Mason  |
| Charlotte Le Bon | Zoe Naville    |
| Kelly Reillyová  | Karen Dacre    |
| José García      | Victor Gamieux |

## Uvedení a přijetí
Společnost Studio Canal uvedla film do britských kin 22. dubna 2016. Původně měl být ve Velké Británii už od února a v Německu od března téhož roku, jeho premiéru však o dva měsíce odsunuly teroristické útoky v Paříži v listopadu 2015, při nichž zemřelo 130 lidí.
Premiérové uvedení ve Francii bylo naplánováno na předvečer výročí dobytí Bastily, tedy 13. července 2016. Kvůli útoku v jihofrancouzském Nice 14. července 2016, při kterém bylo jedním útočníkem zabito více než 80 obětí během oslav Dne Bastily, však Studio Canal stálo ve Francii veškeré reklamy a digitální poutače. Rozhodnutí o promítání snímku, který byl v té době nasazen do 230 kinosálů, původně ponechalo na provozovatelích kin, později však film z úcty k obětem a jejich rodinám stáhlo úplně.
V době francouzské premiéry ještě nebylo stanoveno datum promítání ve Spojených státech amerických ani v Česku, zatímco již film proběhl kiny v Austrálii, Singapuru či na Filipínách.